# Herbert Diehl
Herbert Diehl fue un educador y músico argentino de origen alemán. Nació en Sarrebruck, Alemania el 1 de enero de 1929. Estuvo ligado estrechamente al desarrollo de la actividad musical de Argentina, particularmente en la provincia de Córdoba donde vivió desde 1954 hasta su fallecimiento e 3 de julio de 2003 a los 74 años de edad.
Desde pequeño cursó estudios de piano, violín, viola y composición. A los dieciocho años fue becado por el gobierno francés para estudiar en la Escuela Normal de Música de París obteniendo allí su diploma de piano. En 1950 se radicó en Uruguay, donde fue maestro del Colegio Alemán de Montevideo, dirigió coros, fundó el Conservatorio Villa-Lobos, mientras daba clases particulares de piano, y estudiaba fagot.
A su llegada a Córdoba ingresó a la Orquesta Sinfónica de Córdoba como fagotista y tomó lecciones de dirección orquestal con su director, el maestro Olgerts Bistevins. Integró también el Quinteto de Vientos de la Provincia. 
En 1956, fundó el Coro de Niños Cantores de Córdoba y algunos años más tarde creó y fundó la Escuela de Niños Cantores de Córdoba, hoy llamado Instituto Superior de Educación Artístico Musical "Domingo Zípoli" (http://www.domingozipoli.edu.ar/).     
En 1962 realizó una gira con los Niños Cantores por diversos países de Europa actuando entre otros para el Papa Juan XXIII y los Príncipes de Mónaco. Ese mismo año creó el Coro Juvenil para dar cabida a los ex niños cantores e incorporar nuevas voces.  
Ejerció la dirección del Coro y de la Escuela por unos pocos años hasta que se retiró de la Institución. 
A raíz de su retiro de la dirección de la Escuela y el Coro, decidió volcar parte de sus esfuerzos a la actividad privada, creando el Instituto de Niños Músicos (Hoy Fundación Herbert Diehl) iniciado en su casa de la calle Eugenio Garzón.
En ese lugar continuó su actividad coral con un grupo llamado Pequeños Cantores de Córdoba. Ser integrante del coro solo requería tener algunas condiciones musicales y no costaba un centavo. Con ese grupo y otros similares grabó varios discos para RCA Victor y CBS Columbia, uno de ellos "Los Juegos" con poesía de Hamlet Lima Quintana y música de Norberto Ambrós, grabado en enero de 1966.
En 1965 realizó una gira por Chile con los Pequeños Cantores y el Coro Juvenil y en 1966 por el este de los Estados Unidos con excelentes críticas de los medios. Por ese entonces formó y dirigió el coro de niños de las Escuelas de Córdoba dependiente del Consejo de Educación de la Provincia que en 1969, pasó a depender de la Dirección de Complementación Educativa y en tal carácter, realizó un sinnúmero seminarios de formación docente en canto coral para maestros en el interior de la provincia.
Algunos años después, en 1977 y a propuesta de sus integrantes, fue nombrado director de la Orquesta Municipal de Cuerdas de Córdoba, cargo que ejerció durante alrededor de veinte años, creando el Ciclo de Conciertos de los jueves en el Cabildo Histórico  
Impulsó la creación del  Profesorado de Educación Musical en la Escuela de Artes de la Universidad Nacional de Córdoba, dictando las Cátedras de Didáctica Musical, Dirección de Coros Escolares y Dirección Orquestal. También dio clases en innumerables centros educativos de la ciudad de Córdoba y el interior de la provincia. 
Estas actividades se complementaban con otras no menos importantes, como la creación y dirección de las orquestas de Cámara de la Biblioteca Bernardino Rivadavia de Villa María y la Orquesta Municipal de Cuerdas de Río Cuarto y el coro del Instituto Rivadavia de Villa María.   
Ejerció durante 26 años la Asesoría Musical del Instituto Goethe de Córdoba, en el que formó el Coro Juvenil, y dirigió por un tiempo el Conjunto de Instrumentos Antiguos de dicho instituto.  
En 1992 el maestro Diehl fue reconocido por el Instituto Zípoli en un acto de homenaje en el cual se impuso su nombre a una sala de ensayos de la Escuela. También fue declarado Ciudadano Ilustre de Córdoba, y fue condecorado con la Cruz al Mérito por el Gobierno de Alemania.  
La actitud generosa, estimulante y optimista del Maestro Diehl ejerció una fuerte influencia en la transformación de la actividad musical de Córdoba en la segunda mitad del siglo XX , que es reconocida ampliamente en los círculos artísticos y educacionales. Córdoba le ha dado al mundo músicos notables, arregladores, compositores, directores, docentes, solistas instrumentales y cantantes líricos y este fenómeno musical se debe en gran parte a la visión y la obra de Herbert Diehl. 
Herbert Diehl se casó con Yvonne Schmitt, tuvieron tres hijas, todas músicas y docentes.
- Datos: Q5894706